# Sabulodes dentinata
Sabulodes dentinata là một loài bướm đêm trong họ Geometridae.